# HE 0437-5439
HE 0437-5439是一颗大质量的、未受到星系引力束缚的超高速星（HVS），因此也被称为HVS3。它是一颗B型的主序星，在天球上位於劍魚座，是在2005年是由欧洲南方天文台甚大望远镜（VLT）中的一台8.2米望远镜——Kueyen望远镜所发现。HE 0437-5439是一颗年轻的恒星，年龄在3000万年左右。它的质量接近太阳质量的9倍，距離地球約20萬光年，在天球的位置在大麦哲伦星系西北16度处，與地球距離比大麦哲伦星系还远。 

## 起源
HE 0437-5439的退行速度非常大，达到723千米/秒，即260万千米/时，在这种速度下恒星不会再受万有引力的束缚，将会离开银河系系统并逃逸到星系际空间。在一开始的研究认为它是来自于大麦哲伦星系的恒星，并在诞生不久后就被弹离大麦哲伦星系。如果真的如此，那么它原本应该是起源于一个双星系统，而且在大麦哲伦星系中拥有一个超大質量黑洞。
但天文学家在2006年至2009年通过哈勃太空望远镜对它的自行运动进行深入研究后于2010年发表的论文推翻了HE 0437-5439起源于大麦哲伦星系的可能。他们测定的该恒星被驱逐弹出的起始点位于银河系内核。根据逃逸速度计算，HE 0437-5439应该是在1亿年前离开银河系的，但它的年龄看起来却只有2500万年，这暗示它可能是一颗藍掉隊星，由已经被弹离银河系中心的一个双星系统的两颗恒星合并而成。两种可能导致这个过程的发生，一是它本来是位于一个三合星系统，其中一颗被黑洞俘获，其它两颗在引力的作用下弹出银河系，并逐渐合并成一颗恒星，另外一种可能是它本来就是一个双星系统，在两个黑洞的同时作用下离开银河系。

## HE 0437-5439 彈射離開銀河系機制
研究顯示，當三合星系統太過靠近銀河系中心時（一般認為銀河系核心有超重黑洞存在），其中1顆恆星將會被黑洞所捕獲，另外2顆則會被彈出銀河系，並且被彈出的2顆恆星會合併成單一藍色高溫恆星。這顆恆星將會以時速260萬公里的超高速移動。這速度是太陽環繞銀河系中心軌道速度的3倍，也高於銀河系的逃逸速度。
HE 0437-5439距離銀河系中心約20萬光年。至今存在一些基於該恆星速度與位置的先前研究的疑問。根據它與銀河系核心距離與逃逸速度，其年齡應不低於1億年，但它的質量與藍色色澤顯示其年齡只有約2千萬年。這些觀測結果讓天文學家認為該恆星曾經是由兩顆緊密互繞恆星與距離較遠處另一顆恆星組成的三星系統。銀河系中心的黑洞將較外圍恆星牽引向黑洞作用讓該恆星得到了相對於緊密互繞聯星的動量，同時聯星系統的運動速度也被提升到銀河系的逃逸速度而被彈出銀河系。當聯星系統在銀河系外移動時，其中一顆恆星演化成紅巨星並吞噬了其伴星，形成一顆巨大的藍掉隊星。
2008年，一組天文學家發現HE 0437-5439的化學組成與大麥哲倫星系的恆星相匹配，這加強了該恆星來自該星系的假設，因為兩者距離只有約65000光年。但稍後以哈伯太空望遠鏡觀測的結果則顯示它來自銀河系中心區域。

## 外部連結
- . NASA.   [2022-05-08]. （原始内容存档于2020-08-01） （英语）.
- Fredericks, Ron. . LectureMaker Web and Video Services. 2010-09-16  [2022-05-08]. （原始内容存档于2017-09-12） （美国英语）.